# Tombe de Todor Stanković à Niš
La tombe de Todor Stanković à Niš (en serbe cyrillique : Гробница са спомеником Тодору Станковићу у Нишу ; en serbe latin : Grobnica sa spomenikom Todoru Stankoviću u Nišu) se trouve à Niš, dans la municipalité de Palilula et dans le district de Nišava, en Serbie. Elle est inscrite sur la liste des monuments culturels protégés de la République de Serbie (identifiant no SK 687),,.

## Présentation
La tombe et le monument sur la tombe de Todor Stanković (1852-1925) sont situés dans le Vieux cimetière de Niš. Le monument a été réalisé vers 1930.
Todor Stanković est issu d'une famille de commerçants. Après avoir terminé ses études primaires et secondaires, il est allé à Belgrade où il a été terminé ses études à la Haute école de théologie puis est devenu professeur. En 1871, il travailla à Prizren pour publier un journal publié en turc et en serbe. En février 1874, avec Nikola Rašić, il a créé le Comité de Niš, une organisation révolutionnaire secrète qui luttait contre la domination ottomane. Il a participé à la seconde guerre serbo-turque de 1877-1878. Après la capitulation turque, il a installé le drapeau serbe à la forteresse de Niš libérée ; après la libération, il a été député, chef de district et consul de Serbie à Pristina et Skopje.